# Малый Аллагуват
Малый Аллагуват (баш. Кесе Аллағыуат) — микрорайон города Салавата в Башкортостане, Россия. Упразднённое село Стерлитамакского района, включенное в состав Салавата в 1978 году.

## История
Основано в 1926—27 годах на территории Стерлитамакского кантона жителями с. Аллагуват Азнаевской волости того же кантона.
К 1978 село относилось к Наумовскому сельсовету  Стерлитамакского района БАССР.

## Население
В 1939—655; 1959—1229 человек.

## Известные уроженцы, жители
Андрбаев, Нуриян Аюпович (род. 25 января 1936) — советский архитектор. Лауреат Государственной премии РСФСР в области архитектуры (1987).